# Miloš Crnjanski
Miloš Crnjanski (în sârbă Милош Црњански; ; n. 26 octombrie 1893, Ciongrad, Comitatul Csongrád, Csongrád-Csanád, Ungaria – d. 30 noiembrie 1977, Belgrad, RS Serbia, RSF Iugoslavia) a fost un diplomat și scriitor sârb.

## Traduceri
- O picătură de sânge spaniol, Colecția Romanului istoric, Editura Univers, 1983, traducere de Lydia Tocariu[9]

## Comemorări
O stradă din Timișoara, din cartierul Mehala, îi poartă numele: strada Miloș Cîrneanski